# Stanisław Czarnecki (geodeta)
Stanisław Czarnecki (ur. 21 marca 1933 w Kościeliskach Nowych, zm. 22 czerwca 2017) – polski geodeta.

## Życiorys
W Garwolinie kończył szkołę ogólnokształcącą, a następnie studiował na Wydziale Geodezji i Kartografii Politechniki Warszawskiej, gdzie w 1957 uzyskał tytuł magistra inżyniera geodezji.
Od 1956 pracował w Państwowym Przedsiębiorstwie Fotogrametrii w Warszawie (jako kierownik pracowni, a od 1963 inspektor). W latach 1970–1976 zajmował się pomiarami katastralnymi w Ministerstwie Robót Publicznych i Pomiarów w Nigerii. Od 1976 był specjalistą w Biurze Rozwoju Nauki i Techniki Głównego Urzędu Geodezji i Kartografii, a od 1987 w Departamencie Geodezji i Gospodarki Gruntami w Ministerstwie Gospodarki Przestrzennej i Budownictwa. W MGPiB najpierw odpowiedzialny był m.in. za prace badawczo-rozwojowe i opracowywanie przepisów technicznych. W latach 1993–2000 pracował w Wydziale Nieruchomości w MGPiB, a po przekształceniach w Urzędzie Mieszkalnictwie i Rozwoju Miast.
Od 1957 był członkiem Stowarzyszenia Geodetów Polskich (SGP), w którym m.in. w latach 1992–1995 był wiceprzewodniczącym Zarządu Głównego, a w 2010 otrzymał godność Członka Honorowego. Od 1987 do 2005 był sekretarzem naukowym Sekcji Geodezji i Kartografii w Komisji Nagród Ministerstwa ds. Budownictwa za wybitne osiągnięcia twórcze w dziedzinie architektury, budownictwa, planowania przestrzennego, urbanistyki oraz geodezji i kartografii. 
Zmarł 22 czerwca 2017 i został pochowany na Cmentarzu Bródnowskim w Warszawie (kwatera 28O-4-11).

## Odznaczenia
Został odznaczony m.in.:
- 1981: Srebrnym Krzyżem Zasługi,
- 1986: Złotym Krzyżem Zasługi,
- 1996: Złotą odznaką „Zasłużony dla budownictwa i przemysłu materiałów budowlanych”,
- 2001: Krzyżem Kawalerskim Orderu Odrodzenia Polski.